# 17128 Stephyoshida
17128 Stephyoshida este o planetă minoră (asteroid), cu un diametru de 5,555 km, din centura de asteroizi. A fost descoperită pe 10 mai 1999 la Experimental Test Site⁠(d) de Lincoln Near-Earth Asteroid Research. 
Obiectul prezintă o orbită caracterizată de o semiaxă mare de 2,5346776 UAi, o excentricitate de 0,1424678, o înclinație de 11,89421 ° în raport cu ecliptica.